# Куйбышевка (река)
Куйбышевка — река на острове Итуруп в России.
Длина реки — 28 км. Площадь водосборного бассейна — 165 км². Берёт начало на юге хребта Шокальского. Общее направление течения реки с юго-востока на северо-запад. Впадает в Куйбышевский залив Охотского моря.
Первоначальное японское название — Рубэцу — происходит от айнского. Переименована в честь советского государственного деятеля Валериана Куйбышева.

## Данные водного реестра
По данным государственного водного реестра России относится к Амурскому бассейновому округу.
Код водного объекта 20050000312118300010805.